# Siedziba Główna ONZ
Siedziba Główna ONZ – kompleks budynków w stylu modernistycznym, wybudowany w latach 1948–1952, zlokalizowany na Manhattanie przy 760 United Nations Plaza, nad East River, pomiędzy East River Drive a First Avenue w Nowym Jorku. Należy do Organizacji Narodów Zjednoczonych, mieszcząc kierownictwa różnych agend tej organizacji, przede wszystkim sekretariat.

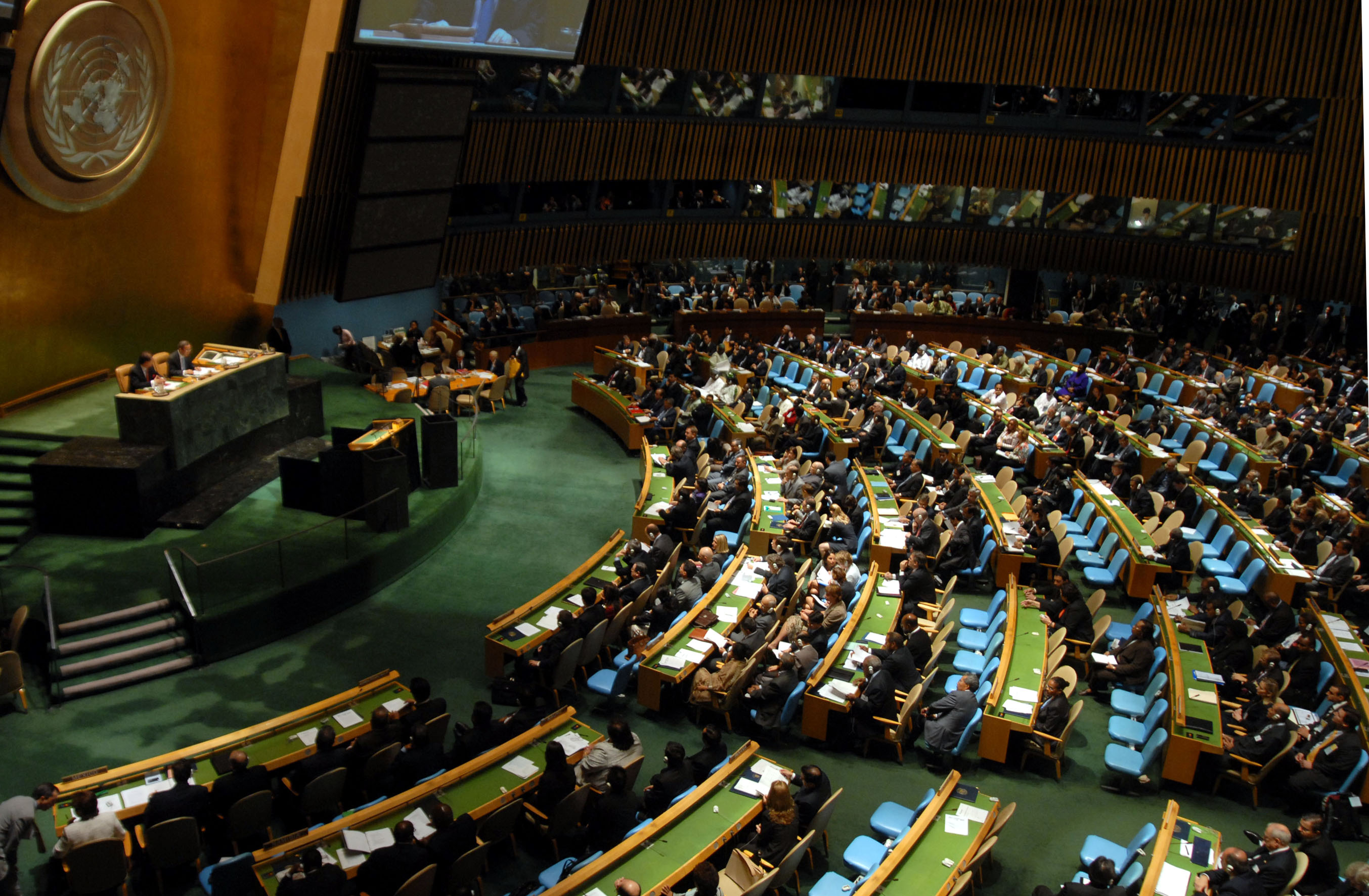
Sala Zgromadzenia Ogólnego (2007)

Obiekt zaprojektowało gremium architektów, pod kierownictwem Wallace’a Harrisona. Ogólną koncepcję sylwetki sformułował Le Corbusier. Polskę reprezentował Maciej Nowicki.
Dominantę architektoniczną zespołu stanowi wysoki prostopadłościan, w większości przeszklony. Stal i szkło są jedynymi elementami definiującymi fasadę główną tej części. Boczne fasady wykonano z żelbetu. Wieżowiec uzupełniają części horyzontalne – pawilony mieszczące m.in. sale konferencyjne. Wysokość budynku głównego wynosi 155 m, a składa się on z 39 kondygnacji. Budowę kompleksu rozpoczęto 14 września 1948, a ukończono 9 października 1952. 
Siedzibę mają tu: Zgromadzenie Ogólne (General Assembly), Rada Bezpieczeństwa (Security Council), Rada Gospodarcza i Społeczna (Economic and Social Council), Rada Powiernicza (Trusteeship Council) oraz Sekretariat (Secretariat).